# البان (ویسکانسین)
البان، ویسکانسین (به انگلیسی: Alban, Wisconsin) یک شهرک در ایالات متحده آمریکا است که در شهرستان پورتیج واقع شده‌است.

## خصوصیات
البان ۹۳٫۶ کیلومترمربع مساحت و ۸۹۷ نفر جمعیت دارد و ۳۴۰ متر بالاتر از سطح دریا واقع شده‌است.